# Microgale jenkinsae
Il tenrec toporagno di Jenkins (Microgale jenkinsae) è una specie di tenrec endemica del Madagascar, scoperta solo nel 2004.
Abita le foreste tropicali e subtropicali e le zone cespugliose.